# Ducato di Guascogna
Il ducato di Guascogna si sviluppò nel sud ovest della Francia in un territorio compreso tra i Pirenei, la Garonna ed il golfo di Biscaglia

## Ducato di Aquitania e Guascogna sotto i Merovingi
La regione storica della Guascogna, con tutta l'attuale Francia centro-meridionale (Aquitania), con la dissoluzione dell'impero romano fece parte di un regno visigoto con capitale Tolosa, che nel 507, con la battaglia di Vouillé, venne conquistato dai Franchi.
Sotto i re merovingi fece di volta in volta parte insieme all'Aquitania dei regni di Neustria, ovvero di Austrasia, o della Burgundia. La Guascogna (terra dei Vasconi) e l'Aquitania furono governate da duchi.
Nel 629, Cariberto II, stipulò un accordo, sancito nel 631 con fratellastro Dagoberto I, ottenendo al posto della Neustria il nuovo regno d'Aquitania, che comprendeva anche la Guascogna, costituito dai feudi dello zio Brodulfo, che era stato fatto assassinare da Dagoberto. Cariberto venne assassinato a Blaye nel 632, forse per ordine dello stesso Dagoberto, e gli succedette il figlio, Chilperico, anch'egli fatto assassinare pochi mesi dopo. Bertrando, supposto altro figlio di Chilperico, si sottomise a Dagoberto, facendosi in tal modo riconoscere il titolo di duca di Aquitania, assieme a Boggio, anch'egli preteso figlio del re: entrambi erano invece probabilmente nobili aquitani o guasconi che si erano imparentati coi Merovingi. Dagoberto, rimasto padrone di tutto il regno dei Franchi nel 635, dovette affrontare una ribellione di Vasconi, che pare fosse sostenuta da Boggio, il quale riuscì a farsi riconoscere duca d'Aquitania e di Guascogna e, dopo la morte di Dagoberto I (639), con i suoi successori, i cosiddetti Re fannulloni, il duca Boggio riuscì a ottenere una certa indipendenza dai re Merovingi.
Dopo il governo dei duchi Felice e Lupo I, nel 715  il duca Oddone I il Grande, probabilmente figlio di Lupo I, approfittando della guerra tra Neustria ed Austrasia, si dichiarò indipendente dal regno dei Franchi e si fece chiamare re. Nel 718 il titolo gli venne riconosciuto dal re Chilperico II di Neustria e dal suo maggiordomo di palazzo, Ragenfrido, in cambio del suo appoggio contro il regno di Austrasia, del quale era maggiordomo di palazzo Carlo Martello. Dopo la battaglia di Soissons del 719 si riappacificò con quest'ultimo, consegnandogli Chilperico II ed i suoi tesori.
Oddone si dedicò quindi a combattere contro i Saraceni provenienti dalla penisola iberica, appena conquistata: questi avevano invaso la Settimania (720), occupato Narbona, e, l'anno dopo, penetrati in Aquitania, avevano posto l'assedio a Tolosa. Il 9 giugno 721 Oddone attaccò all'improvviso il wali (governatore) di al-Andalus, l'emiro Al-Samh ibn Malik al-Khawlani, ottenendo una schiacciante vittoria nella Battaglia di Tolosa. Il papa Gregorio II, per celebrare la vittoria, inviò dei regali direttamente a Oddone, legittimando quindi la sua indipendenza dal regno dei Franchi. Nel 726 uccise in battaglia anche il nuovo wali di al-Andalus, l'emiro Ambiza che aveva condotto una razzia nei suoi territori.
Nel 731, Carlo Martello, opponendosi all'indipendenza del ducato, attaccò l'Aquitania e il wali di Al Andalus, l'emiro Abd al-Rahman ibn Abd Allah al-Rhafiqilui, ne approfittò per attaccare la Guascogna, ottenendo una schiacciante vittoria nella battaglia della Garonna presso Bordeaux nel 732. Oddone pensò inizialmente di allearsi ai Saraceni per opporsi a Carlo Martello, ma a causa dei saccheggi arabi contro i ricchi monasteri dell'Aquitania, si alleò invece con quest'ultimo contro i Mori, partecipando al suo fianco alla battaglia di Poitiers in quello stesso anno.
Nel 735 Oddone si ritirò in convento e abdicò a favore del figlio Hunaldo, che continuò a combattere contro Carlo Martello e nel 741, alla sua morte, si dichiarò nuovamente indipendente e si alleò a Odilone di Baviera e a Grifone, suo figlio naturale. Pipino e Carlomanno nel 744 lo obbligarono quindi ad abdicare a favore del figlio Waifer. Dato che questi perseguiva la politica d'indipendenza del padre, Pipino nel 767 ritornò in Aquitania e nel 768 s'impadronì di Bordeaux, catturò la madre, la sorella e le nipoti di Waifer e, nello stesso anno, lo fece assassinare.

## Ducato di Vasconia (o Guascogna) sotto i Carolingi
Dopo la morte di Waifer il figlio Hunaldo II gli succedette come duca d'Aquitania, ma venne affrontato e sconfitto da Carlomagno e Carlomanno, figli di Pipino il Breve, che si impadronirono del ducato e si proclamarono re rispettivamente dell'Aquitania orientale e occidentale. Hunaldo si rifugiò in Guascogna presso il nonno materno Lupo II, che l'anno successivo (769) fu tuttavia costretto a consegnare il nipote e la sua sposa a Carlo Magno, facendogli atto di sottomissione e ottenendo in cambio la conferma del titolo di duca di Guascogna e il dominio su un territorio compreso tra il corso del fiume Garonna, i Pirenei ed il golfo di Guascogna, esclusa la zona di Bordeaux, che rimase nelle mani dei Carolingi, ed i Pirenei, che erano sotto il controllo dei Baschi. Carlo Magno concesse il sud dell'Aquitania e parte della Settimania al nipote Torsone, che ebbe il titolo di conte di Tolosa. Lupo II avrebbe in seguito partecipato alla distruzione della retroguardia franca nella battaglia di Roncisvalle, ad opera dei Vasconi.
Nel 778 alla morte di Lupo II gli succedette Sancho I nella parte orientale del ducato, con il titolo di duca, mentre lasciò al fratello Adelrico, con il titolo di conte, la parte occidentale (la Bassa Navarra, il Béarn (oggi parte del dipartimento Pirenei Atlantici) e la Bigorre (oggi quasi coincidente col dipartimento degli Alti Pirenei). Si riconobbe vassallo di Carlomagno e nel 781 del nuovo re d'Aquitania Ludovico il Pio, che avendo solo tre anni, ebbe come tutori, col titolo di duchi d'Aquitania, prima Torsone di Tolosa (nel 788, catturato da Adelrico e destituito) e poi il nuovo conte di Tolosa, Guglielmo di Gellone.
Nell'801, per ottemperare alla parola data, Sancho I prese parte alla spedizione che portò alla conquista di Barcellona, con la conseguente costituzione dell'omonima contea. Ma nell'802, dopo che Pamplona si era ribellata, Sancho I stipulò un'alleanza con l'emiro di Cordova, al-Ḥakam I ibn Hishām. Nell'812, alla sua morte, gli succedette nel ducato il fratello maggiore Semen, che, nel 781, alla creazione del regno di Aquitania, Carlo Magno aveva nominato conte di Bordeaux. Semen si ribellò a Ludovico il Pio, ma venne sconfitto a Dax e quindi a Pamplona e fu infine deposto nell'816 da Ludovico I, divenuto nel frattempo anche imperatore del Sacro Romano Impero.
Sancho I morì nello stesso anno lasciando il ducato al figlio maggiore, Garcia, alla cui morte nell'818, passò quindi al cugino Lupo III. Il nuovo re d'Aquitania Pipino I, messo sul trono dal padre Ludovico I nell'817, gli chiese di riconoscere l'autorità regale e al suo rifiuto, nell'819, attaccò la Guascogna lo sconfisse e lo depose, dando la Guascogna in amministrazione al conte di Tolosa, Berengario il Saggio.
Aznar I Sánchez, per l'aiuto dato a combattere la ribellione dei Vasconi, ricevette i territori della Guascogna e il titolo di duca della Guascogna Citeriore.  Nell'824 marciò, assieme al conte Eblo, contro Pamplona, che si era ribellata, ma a Roncisvalle fu battuto e fatto prigioniero e riottenne la libertà solo dopo aver riconosciuto l'indipendenza di Pamplona. Durante il suo governo la Guascogna si ribellò almeno tre volte (nell'824, nell'828 e infine nell'836). Morì nell'836, mentre cercava di sedare la sommossa, e gli subentrò il fratello Sancho II, contro il parere del re d'Aquitania, Pipino I.
Alla morte di Pipino I nell'838 gli subentrò il figlio Pipino II, ma l'imperatore Ludovico il Pio, suo nonno, su pressioni della seconda moglie Giuditta di Baviera lo depose nell'839, per dare la sovranità su Aquitania, Guascogna, Settimania e Marca di Spagna al suo quartogenito, Carlo il Calvo. Sancho II di Guascogna si schierò con Pipino II, mentre Carlo il Calvo nominò Semen II, conte di Bordeaux, in contrapposizione a Sancho II. Semen II tuttavia nell'845 passò dalla parte di Pipino II in cambio del titolo di duca di Guascogna e venne catturato e giustiziato dagli uomini di Carlo il Calvo. Sancho II, che nel frattempo si era staccato da Pipino II, nell'848, prese possesso di Bordeaux dopo averla liberata dai Normanni, alleati di Pipino e, nell'850, era passato dalla parte di Carlo il Calvo, che lo nominò conte di Limoges e trattò la sua liberazione quando fu preso prigioniero dall'emiro Musa insieme al cognato Emenon d'Angoulême, marito della propria sorella Sancha. Nell'852 catturò e consegnò a Carlo il Calvo Pipino II, che si era rifugiato in Guascogna, e riottenne il titolo di duca di Guascogna.
Alla morte di Sancho II nell'864 gli succedette il nipote Arnoldo, che nell'anno precedente aveva già ottenuto da Carlo il Calvo i titoli di conte di Angoulême e di Bordeaux. Fu leale sostenitore del re d'Aquitania, Carlo il Bambino, scontrandosi con i sostenitori di Pipino II e i suoi alleati Normanni, e proprio combattendo contro i Normanni, pochi mesi dopo morì senza lasciare eredi diretti.

## Indipendenza del ducato di Guascogna

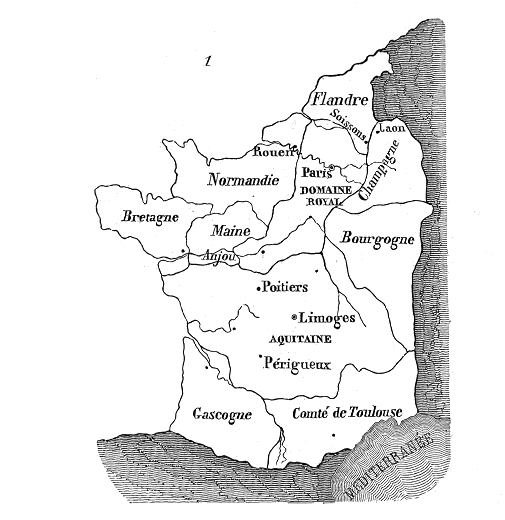
La Francia del X secolo

Ad Arnoldo succedette il cugino Sancho III, nipote del duca Garcia I e di Sancha, figlia a sua volta del duca Aznar. Durante il suo regno il ducato divenne di fatto indipendente, in quanto gli ultimi re d'Aquitania, Carlomanno e soprattutto Carlo il Grosso non riuscirono più a imporsi ai vassalli aquitani. Riuscì a battere i Normanni e a respingerli oltre la foce dell'Ardour. Alla sua morte, nell'893, gli succedette il figlio Garcia II, detto le Courbé ("il Gobbo"), che era stato tra i grandi di Aquitania che all'assemblea di Bourges, nell'887 avevano deciso la linea di condotta da tenere nel confronti del re di Francia e d'Aquitania Carlo il Grosso.
Nel 930 circa gli succedette il figlio Sancho IV, ma diverse contee e viscontee andarono ai suoi fratelli, Guglielmo I di Fézensac (?-960, conte d'Armagnac e conte di Fézensac) e Arnoldo I Nonnat (?-960, conte d'Astarac). Morto nel 950 circa, gli succedette il figlio primogenito Sancho V e a questi nel 961 il fratello secondogenito Guglielmo I. Questi ereditò, grazie alle parentele intrecciate dal nonno Garcia II, la contea di Bordeaux, che entrò a far parte del ducato. Nel 977 ingrandì il ducato acquisendo i territori di Agenais e Bazadais e partecipò alla Reconquista della Navarra. Al suo ritorno dalla Navarra, sconfisse nel 982 nella battaglia di Taller, i Normanni che avevano stabilito una base sul fiume Ardour, ponendo termine alle loro scorrerie ed eliminando la loro base.
Il regno di Guglielmo unitamente a quelli dei suoi figli fu l'apogeo della casa di Guascogna, toccò il massimo dell'espansione e della potenza del ducato.
Nel 997, alla morte di Guglielmo I, gli succedette il figlio primogenito, Bernardo e a questi nel 1009 il fratello secondogenito Sancho VI, educato a Pamplona alla corte del regno di Navarra, presso il cognato Sancho III Garcés: durante il suo governo i legami con la Navarra divennero particolarmente stretti e subì la forte personalità di Sancho III di Navarra. Come il padre Guglielmo, partecipò alla Reconquista della penisola iberica.
Alla morte senza eredi di Sancho VI, il 4 ottobre del 1032, gli succedette il nipote Oddone II, figlio della sorella Brisca e del duca di Aquitania Guglielmo V. Questi riprese anche la contea di Bordeaux nel 1033, facendo della città la capitale del ducato. Nel 1038, alla morte del fratellastro Guglielmo VI di Aquitania, ereditò i titoli di duca d'Aquitania e di conte di Poitiers, che gli furono tuttavia contesi da Agnese di Borgogna (995-1067), terza moglie del padre, e dal di lei figlio Guglielmo VII, dai quali venne sconfitto e ucciso nel 1039 nella battaglia di Mauzé; come duca di Aquitania e conte di Poitiers gli succedette quindi Guglielmo VII, mentre come duca di Guascogna e conte di Bordeaux gli subentrò il figlio della sorella Adelaide di Aquitania, Bernardo II (detto Bernard II Tumapaler). Bernardo II tuttavia venne sconfitto presso il fiume Ardour e il ducato di Guascogna passò a Guido Goffredo di Poitiers, fratello del duca di Aquitania Guglielmo VII.

## Riunione al ducato d'Aquitania

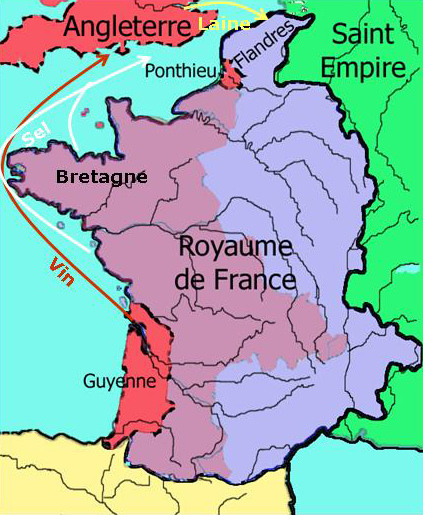
La Francia nel 1330 (all'inizio della guerra dei cent'anni)
In rosso i territori inglesi, in lilla e viola i territori dipendenti dal Regno di Francia nel 1330
(in viola i possedimenti dei Plantageneti nel 1180 che sono passati sotto il controllo della famiglia reale di Francia a partire dal 1200)

Nel 1058, alla morte del fratello, Guglielmo VII, Guido Goffredo di Poitiers ereditò anche i titoli di duca di Aquitania e di conte del Poitou, prendendo il nome di Guglielmo VIII di Aquitania; da questo momento i due ducati, nuovamente riuniti, seguirono la stessa sorte. Guglielmo VIII sconfisse il conte d'Armagnac, nel 1063 e riportò l'autorità ducale su tutta la Guascogna.
A Guglielmo VIII seguì Guglielmo IX di Aquitania. 
Poi fu duca di Guascogna Guglielmo X di Aquitania.
Quindi fu duchessa di Guascogna Eleonora di Aquitania:
in seguito al matrimonio di quest'ultima con il re inglese Enrico II, la Guascogna e l'Aquitania divennero un feudo inglese in terra francese. Dal punto di vista del feudalesimo la situazione era piuttosto ambigua: il re inglese era infatti vassallo di quello francese al di qua della Manica, mentre al di là era suo pari grado. Con il consolidamento della monarchia francese verso uno stato assoluto la situazione divenne intollerabile e i re inglesi (Plantageneti), nel corso del XIII secolo, persero tutti i possedimenti francesi, a eccezione della Guienna, che comprendeva la parte occidentale del ducato di Guascogna e una piccola porzione dell'Aquitania sud-occidentale. Nel secolo successivo (XIV), soprattutto per questioni di successione sul trono di Francia, fu iniziata una guerra tra la casata dei Plantageneti di Inghilterra e i Valois (ramo collaterale dei Capetingi), re di Francia, che si protrasse sino alla metà del XV secolo ed è conosciuta come la Guerra dei Cent'Anni, al termine della quale tutta la Guascogna tornò ai francesi.
Durante la guerra la Guascogna rimase divisa in due parti: la parte occidentale del ducato attorno alle città di Bordeaux, di Dax e di Bayonne, che faceva parte della Guienna, fu unita al regno d'Inghilterra mentre la parte orientale, attorno alle contee d'Armagnac e di Bigorre, era dalla parte del re di Francia.